# Bharrat Jagdeo
Bharrat Jagdeo (f. 23. januar 1964) er Guyanas præsident siden 1999.
Han var finansminister fra 1995. Han blev præsident da Janet Jagan måtte afsige embedet af helbredsgrunde. Han blev genvalgt i 2001 og 2005.